# 八號斯普林克里克鎮區 (北卡羅萊納州麥迪遜縣)
八號斯普林克里克鎮區（英語：Township 8, Spring Creek）是位於美國北卡羅萊納州麥迪遜縣的一個鎮區。

## 地方資料
八號斯普林克里克鎮區的面積為170.68平方千米，皆為陸地。根據2020年美國人口普查的數據，當地共有人口692人，而人口密度為每平方千米4.05人。